# Cethosia perakana
Cethosia perakana är en fjärilsart som beskrevs av Hans Fruhstorfer 1902. Cethosia perakana ingår i släktet Cethosia och familjen praktfjärilar. Inga underarter finns listade i Catalogue of Life.